# باشگاه فوتبال الشعب امارات
الشعب یکی از باشگاه‌های فوتبال کشور امارات متحده عربی می‌باشد که در شهر شارجه قرار دارد. این تیم در لیگ دسته یک این کشور که بالاترین سطح مسابقات فوتبال در امارات است، مشغول به رقابت با دیگر تیم‌ها است و ورزشگاه خالد بن محمد ورزشگاه اختصاصی تیم الشعب می‌باشد.
الشعب هرگز موفق به قهرمان شدن در لیگ دسته یک امارات نشده ولی جام ریاست جمهوری سال ۱۹۹۳ را بدست آورده‌است.

## تاریخچه
تیم الشعب در سال ۱۹۷۴ و با بازی در لیگ دسته دو تأسیس گردید.

## دستاوردها
- جام رئیس دولت امارات:
  - ۱۹۹۲–۱۹۹۳ : قهرمان
- سوپرجام امارات:
  - ۱۹۹۳ : قهرمان
- جام برندگان جام آسیا:
  - ۱۹۹۵ : نایب قهرمان

## بازیکنان مشهور
- عدنان الطلیانی ۱۹۸۲–۲۰۰۳
- ناصر الطلیانی ۱۹۸۰–۱۹۹۰
- غنیم الهاجری
- حسین فرکی ۱۹۷۹_۱۹۸۱
- علی سامره ۲۰۰۵–۲۰۰۸
- جواد کاظمیان ۲۰۰۷–۲۰۰۶
- مهرزاد معدنچی ۲۰۰۷–۲۰۰۸
- میثم بائو ۲۰۰۷–۲۰۰۸
- بلدی کوما ۱۹۹۸–۱۹۹۹
- شیخ دیوف ۱۹۹۹–۲۰۰۲
- پرینس تاگوئه ۲۰۰۶–۲۰۰۷

## مربیان پیشین
- فائوزی بنزاتی
- یوسف زائویی
- لوکا پرزویچ
- زلاتکو کرانچار
- مراد محجوب
- جوزف هایکرزبرگر
- راینر هولمان
- زوران فیلیپوویچ

## ترکیب کنونی
| شماره |                   | پست       | بازیکن                   |
| ----- | ----------------- | --------- | ------------------------ |
| ۲     | امارات متحده عربی | مدافع     | Khalid Saqar             |
| ۳     | امارات متحده عربی | مدافع     | Ahmed Hassan             |
| ۴     | امارات متحده عربی | مدافع     | Yacob Hassan Mohamed     |
| ۵     | امارات متحده عربی | هافبک     | Omar Al Shehhi           |
| ۶     | امارات متحده عربی | هافبک     | Mohammed Ahmed           |
| ۷     | امارات متحده عربی | مدافع     | Kazem Ali                |
| ۸     | امارات متحده عربی | مهاجم     | Nasser Khamis            |
| ۱۱    | امارات متحده عربی | مدافع     | Khalid Eid               |
| ۱۲    | امارات متحده عربی | دروازه‌بان | Hussain Ali Hassan Harbi |
| ۱۳    | امارات متحده عربی | هافبک     | Fahed Mohamed Obaid      |
| ۱۴    | امارات متحده عربی |           | Faisal Khalil            |
| ۱۵    | امارات متحده عربی | مهاجم     | Khalil Saeed             |
| ۱۶    | فرانسه            | مهاجم     | Michaël N'dri            |
| ۱۷    | امارات متحده عربی | دروازه‌بان | Nasser Masood            |
| ۱۸    | امارات متحده عربی | هافبک     | Ibrahim Khalil           |
| ۱۹    | امارات متحده عربی | مهاجم     | Ali Yaqoub               |
| ۲۰    | امارات متحده عربی | هافبک     | Fadil Ishaq              |
| ۲۲    | امارات متحده عربی | دروازه‌بان | Yousif Abdulrahman       |

| شماره |                   | پست   | بازیکن                |
| ----- | ----------------- | ----- | --------------------- |
| ۲۳    | امارات متحده عربی | مدافع | Khaled Ali            |
| ۲۴    | امارات متحده عربی | مدافع | Abdalla Saleh         |
| ۲۵    | امارات متحده عربی | مدافع | Mohamed Ahmed Yousef  |
| ۲۶    | امارات متحده عربی | هافبک | Abdelrahman Abdelaziz |
| ۲۷    | امارات متحده عربی | هافبک | Juma Sanqoor          |
| ۲۸    | امارات متحده عربی | مدافع | Adnan Bisho           |
| ۳۱    | امارات متحده عربی | هافبک | Saeed Adel            |
| ۳۲    | امارات متحده عربی | مدافع | Rashed Ali Mohamed    |
| ۳۳    | امارات متحده عربی | مدافع | Ahmad Essa            |
| ۳۵    | امارات متحده عربی | مهاجم | Sultan Adel           |
| ۳۶    | زیمبابوه          | مدافع | Noel Kaseke           |
| ۳۸    | امارات متحده عربی | مدافع | Khalifa Khalid        |
| ۴۵    | امارات متحده عربی | مهاجم | Rashid Al Hajri       |
| ۷۷    | لبنان             | مهاجم | حسن معتوق             |
| ۸۰    | پرتغال            | هافبک | Filipe Teixeira       |
| ۸۸    | امارات متحده عربی | هافبک | Salah Abbas Yasin     |
| ۹۹    | امارات متحده عربی | مهاجم | Hussain Ibrahim       |

## سرپرستان کنونی
- مدیریت:  فرید بن بلقاسم
- دستیار مربی:
- مربی دروازه بانان:
- مدیر تیم:  ابراهیم بن بوهیر